# Herrera de Soria
Herrera de Soria är en kommun i Spanien.   Den ligger i provinsen Provincia de Soria och regionen Kastilien och Leon, i den centrala delen av landet, 160 km norr om huvudstaden Madrid.